# Synagoga w Lutomiersku
Synagoga w Lutomiersku – nieistniejąca obecnie drewniana synagoga znajdująca się w Lutomiersku.
Synagoga zbudowana w latach 1763-1765 za panowania Stanisława Augusta Poniatowskiego, według projektu żydowskiego architekta Beniamina Hillela. Synagoga spłonęła podczas I wojny światowej, najprawdopodobniej w 1914.
Drewniany orientowany budynek synagogi wzniesiono na planie prostokąta, w stylu architektonicznym charakterystycznym dla drewnianych bożnic z terenów Polski. Ściany na podmurowaniu kamiennym o konstrukcji zrębowej wzmocnione lisicami. Pięcioprzęsłowy, dwukondygnacyjny portyk z sześciu drewnianych kolumn na podmurowaniu i podwalinie z wbudowanymi dwoma symetrycznymi biegami schodów do babińca. Całość przekryta łamanym dachem osadzonym na cofniętej ku wnętrzu ściance kolankowej, odeskowanej w formie fryzu. Dolna kondygnacja dachu była dwuspadowa, górna również dwuspadowa przyczółkami przykrywającymi uskoki ścian szczytowych.
Sala główna na planie zbliżonym do kwadratu o wymiarach 15,27 x 15,60 m o wysokości ścian ok. 7,00 m.Wysokość sklepienia w najwyższym punkcie 14,50 m. Była zagłębiona trzy stopnie w stosunku do podłogi sieni. Była podzielona dwoma rzędami kolumn na trzy nawy: środkową o szerokości 10,0 m i dwie wąskie o szerokości 2,80 m w osi kolumn. Od zachodu znajdowała się sień z wydzieloną izbą, nad nimi na piętrze babiniec również podzielony na trzy nawy, nadwieszony do wnętrza sali na podciągu podpartym dwoma słupami. Do sieni prowadziły szerokie, dwuskrzydłowe drzwi umieszczone na osi ściany zachodniej. Drugie drzwi o wystroju barkowym znajdowały się w ścianie południowej.
W sali głównej na środku stała bogato rzeźbiona ośmioboczna bima. Na wschodniej ścianie znajdował się misternie zdobiony Aron ha-kodesz. Tworzyła go jednokondygnacyjną szafa, obramowana dwoma kolumienkami, nakryta płaską kopułką. Nad nią na ścianie znajdowały się dwa pozłacane orły jeden nad drugim z koroną między nimi także pozłacaną. 